# 恵谷治
恵谷 治（えや おさむ、1949年3月28日 - 2018年5月20日）は、日本のジャーナリスト。早稲田大学地域・地域間研究機構アジア研究所客員教授。著作上の氏名表記の「恵」は旧字体の「惠」を用いている。
民族紛争、軍事情報、特に北朝鮮問題が専門。

## 来歴
東京都墨田区に生まれ、その後広島県尾道市向東町に転居。1967年、広島県立尾道北高等学校卒業後、早稲田大学法学部卒。
冷戦時代はソ連の領土拡張主義や軍事的プレゼンス（ソ連脅威論）を取り上げていたが、その後北朝鮮に焦点を移す。北朝鮮の長距離ミサイルや反体制運動等の事情に関して、「SAPIO」に寄稿している。また北朝鮮が拉致した日本人について、50人程度と推定している。
2018年5月20日、膵臓癌のため死去。69歳没。

## 著書・著作
- 『国境の世界 最前線ジャーナリストの体験的国境論』（森谷トラベル・エンタプライズ トラベルジャーナル新書―旅行学入門シリーズ、1982）
- 『アフガニスタン最前線』（芙蓉書房、1983）
- 『西サハラ ポリサリオ戦線の記録』（朝日イブニングニュース社、1986）ISBN 402219149X
- 『ソ連膨張地図の読み方 海と陸の国境と隣国の運命』（光文社 カッパ・ビジネス、1986） ISBN 4334011993
- 『ソ連軍事情報の読み方 クレムリンが見える、世界がわかる』（光文社 カッパ・ビジネス、1987） ISBN 4334012051
- 『ソ連帝国・7つの謎──崩壊か、改革か』（光文社 カッパ・ビジネス、1987） ISBN 4334012132
- 『朝鮮謀略地図の読み方 暗黒半島の真実を暴く』（光文社 カッパ・ビジネス、1988） ISBN 4334012248
- 『北方領土の地政学 日本人の知らない国境の理論』（光文社 カッパ・ビジネス、1989） ISBN 4803324727
- 『ア・ブ・ナ・イ地球の歩き方 国際紛争からどう身を守る？』（大陸書房 TAIRIKU BOOKS、1989）ISBN 4803324727
- 『ギアナ高地を行く 地球最後の探検フィールド』（徳間書店、1990）ISBN 4195543525
- 『ドキュメント金日成の真実 英雄伝説［1921年〜1945年］を踏査する』（毎日新聞社、1993） ISBN 4620309273
- 『金正日 北朝鮮権力の実像』（時事通信社、1995）ISBN 4788795043
- 『精密 世界危険地図 反乱する北朝鮮篇』（徳間書店、1995）（文庫化：『金正日非公認情報 反乱する北朝鮮』（徳間文庫、1998） ISBN 4198908516）
- 『北朝鮮軍、動く 米韓日中を恫喝する瀬戸際作戦』（関川夏央・NK会との共著、ネスコ、1996）
- 『世界危険情報大地図館』（小学館 ポスト・サピオムック、1996） ISBN 4091031331
- 『北朝鮮解体新書 「金正日と朝鮮人民軍」秘密のベールをすべて剥ぐ！』（小学館 ポスト・サピオムック、1997）
- 『北朝鮮の延命戦争 金正日・出口なき逃亡路を読む』（関川夏央・NK会との共著、ネスコ、1998）ISBN 4167519062
- 『北朝鮮 対日謀略白書 金正日が送り込む特殊工作員によるスパイ活動全記録』（小学館、1999）ISBN 4093895619
- 『1967年10月8日 チェ・ゲバラ死の残照』（毎日新聞社、2000）ISBN 4620314420
- 『金正日大図鑑 日本をいまだ脅かす"無法国家・北朝鮮"を徹底解剖』（小学館 ポスト・サピオムック、2000） ISBN 4091031374
- 『金正日の哄笑 南北は本当に和解したのか』（関川夏央・NK会との共著、光文社、2000）ISBN:433497287X
- 『アフガン山岳戦従軍記』（小学館文庫、2001）ISBN 4094025367
- 『「見えない戦争」完全図解 イスラム世界と中東を読む』（ベストセラーズ、2001）ISBN 4584165343
- 『叫べ！「沈黙の国家」日本』（かわぐちかいじとの共著、ビジネス社、2002）ISBN 4828409726
- 『北朝鮮「対日潜入工作」 不審船の目的は何なのか?』（高世仁・宮塚利雄・神浦元彰・野村旗守との共著、宝島社 別冊宝島Real、2002）ISBN 4796628975（文庫版：『北朝鮮「対日潜入工作」』、宝島社文庫、2003）
- 『イラク後の朝鮮半島 東アジアの新局面を探る』（野副伸一・佐藤勝巳・友田錫・朱建栄との共著、亜細亜大学アジア研究所 アジア研究所叢書、2004）
- 『北朝鮮はどんなふうに崩壊するのか』（小学館101新書、2013）

その他「SAPIO」寄稿など。またかわぐちかいじ作の漫画「兵馬の旗」「空母いぶき」の監修もしている。